# Madalena Iglésias

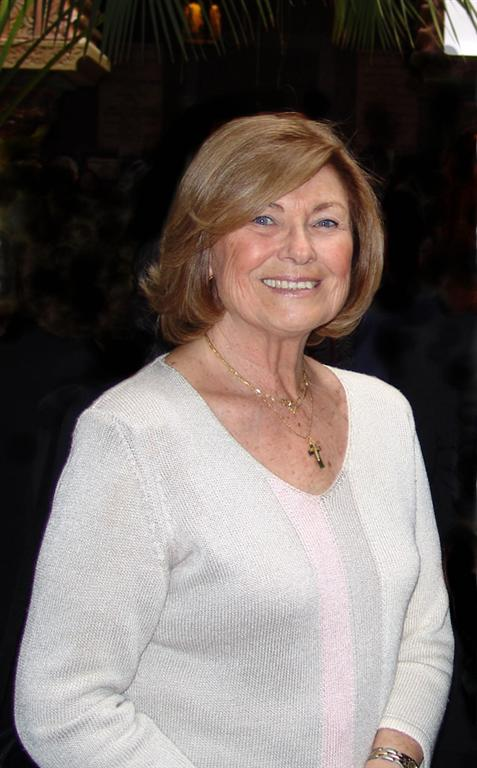
Madalena Iglésias (2010)

Madalena Lucília Iglésias do Vale (* 24. Oktober 1939 in Lissabon; † 16. Januar 2018 in Barcelona) war eine portugiesische Sängerin und Schauspielerin vor allem der 1960er-Jahre. In Spanien und lateinamerikanischen Ländern wie Venezuela war sie auch in den 1970er Jahren noch sehr erfolgreich.

## Leben
Sie nahm bereits als Kind in ihrer Heimatstadt Lissabon Unterricht in Piano (bei Umbelina Santos) und Gesang (bei Ema Cordeiro) und absolvierte als 15-jährige die Prüfungen am Conservatório Nacional (heute Escola Superior de Teatro e Cinema). 1956 wurde sie im Ausbildungskurs des staatlichen Radiosenders Emissora Nacional (heute Antena 1) aufgenommen. Dies brachte ihr Auftritte in Radiosendungen und neben erster Bekanntheit auch ihre ersten Schallplattenaufnahmen.
Sie trat danach in vielen Nachtklubs und Casinos in Portugal auf (u. a. Casino Figueira, Casino de Espinho, Casino da Madeira und Casino de Monte Gordo). Auch Auftritte im Ausland absolvierte sie, so in Frankreich (Cannes), in Spanien (Madrid) und in Lateinamerika (Venezuela, Panama und Puerto Rico).
1957 begann sie, auch im jungen portugiesischen Fernsehen Rádio e Televisão de Portugal aufzutreten, was ihre Bekanntheit besonders nach ihrer Darbietung des erfolgreichen Liedes De Degrau em Degrau steigerte. Ihr Äußeres half ihr dabei sehr, sie entsprach dem Schönheitsideal der Zeit. Zudem erhöhten die Aktivitäten eines neuen Fanklubs ihre Popularität und ihre mediale Reichweite.
Deutlich zugenommen hatte ihre Bekanntheit beim breiten Publikum seit ihrer ersten Teilnahme am portugiesischen Fernseh-Liederwettbewerb Festival da Canção, bei dessen erster Ausgabe 1964, und sie zählte nun zu den beliebtesten Sängerinnen ihrer Generation. Nachdem sie 1964 und 1965 jeweils als fünfte dort abgeschlossen hatte, konnte sie 1966 schließlich gewinnen und vertrat Portugal beim Grand Prix Eurovision de la Chanson 1966 in Luxemburg. Mit ihrem unbeschwerten Lied Ele e Ela landete sie auf dem 13. Platz. In Portugal wurde das Lied sehr populär und ist dort bis heute ein bekannter Evergreen. 1969 nahm sie nochmal teil und wurde sechste.
Parallel erhielt sie seit 1964 auch Rollen im Kino Portugals. Insbesondere zusammen mit dem populären António Calvário spielte sie in Unterhaltungsfilmen, meist leichte Romantikkomödien mit viel Musik. Die beiden galten zu der Zeit als attraktives Traumpaar und werteten ihre Popularität mit ihren Auftritten im glamourösen Filmgeschäft weiter auf. Die Filme selbst allerdings blieben ohne größere Anerkennung, nicht beim Publikum und noch weniger bei der Filmkritik.
Sie trat häufig auf Liederfestivals in Portugal und, immer häufiger, im Ausland auf, insbesondere in spanischsprachigen Ländern. Erschienen in Portugal vor allem ihre Filmhits als Singles und EPs, so nahm sie nun in Spanien verstärkt neue Lieder auf. Sie trat dort auch in spanischen und portugiesisch-spanischen Kinoproduktionen auf, bekam einen Schallplattenvertrag beim spanischen Belter-Label und trat vor allem seit den 1970er Jahren häufig im spanischen Fernsehen auf, so dass sie ihre Karriere immer mehr dorthin verlagerte. Ihre international nun stärker beachtete Präsenz im größeren Spanien ermöglichten ihr fortan häufigere Fernsehauftritte in vielen europäischen und nordamerikanischen, vor allem aber in südamerikanischen Ländern. In Venezuela nahm das Fernsehen sie besonders häufig ins Programm, auch auf Grund der großen portugiesischen Gemeinde im Land. Im November 1971 hatte sie in Venezuela einen portugiesisch-venezolanischen Unternehmer geheiratet, im März 1972 holten sie in Portugal die kirchliche Trauung nach. Danach pendelte sie eine Zeit lang zwischen Venezuela und Spanien und kam nur sporadisch nach Portugal.
Sie gewann eine Reihe Auszeichnungen in vielen Ländern, wieder besonders häufig in Venezuela, aber weiter auch in Portugal, in Spanien und anderen Ländern. Sie nahm etwa 140 Lieder in vier Sprachen auf, die auf 49 Singles/EPs, elf LPs, acht Kassetten und später sechs CDs erschienen.
1989 brachte Filipe La Féria an der Casa da Comédia sein Musical „Whatever happend to Madalena Iglésias“ auf die Bühne, das sich den Liedern ihrer Karriere widmete, aber auch ihre Rivalität zu Simone de Oliveira zum Thema hatte. In den 1990er nahm dann die Erinnerung an Madalena Iglésias wieder zu. Sie wurde in Zeitschriften und im Fernsehen interviewt, trat dort gelegentlich auch auf, und es erschienen Zusammenstellungen ihrer Lieder auf CD. 2008 erschien eine Fotobiografie zu Madalena Iglesias` Leben.
Am 16. Januar 2018 starb Madalena Iglésias in einem Krankenhaus in Barcelona.

## Diskografie
Alben (Auswahl)
- 1966: Madalena Iglesias (LP)
- 1966 (?): Madalena Iglesias (LP)
- 1967 (?): Sarilho de Fraldas (Diaper Trouble) (mit António Calvário, LP, Soundtrack)
- 1968: Madalena Iglésias Canta Portugal (LP)
- 1969: Canção Do Mar (LP)
- 1994: O Melhor dos Melhores (CD, Kassette)
- 1996: Saudade de Lisboa  (CD)
- 1997: É Já Sol Pôr (CD, Best of)
- 2000: Clássicos Da Renascença  (CD, Best of)

Singles stellen indes den Hauptteil ihrer Veröffentlichungen und Verkäufe dar. Etwa 50 wurden von ihr zwischen 1959 und 1973 veröffentlicht, neben Portugal zu einem großen Teil in Spanien (v. a. bei Discos Belter) und spanischsprachigen Ländern.

## Filmografie
- 1961: Quando o Sol Nasce (TV-Serie)
- 1964: Uma Hora de Amor; Regie: Augusto Fraga, mit António Calvário, Artur Alves u. a.
- 1964: Os Gatos Negros; Regie: José Luis Monter, mit Américo Coimbra, Soledad Miranda, Vítor Gomes u. a.
- 1964: A Canção da Saudade; Regie: Henrique Campos, mit Vítor Gomes, Florbela Queiroz, Soledad Miranda u. a.
- 1965: Passagem de Nível; Regie: Américo Leite Rosa, mit Virgílio Teixeira, Wilma Palmer u. a.
- 1967: Sarilho de Fraldas; Regie: Constantino Esteves, mit António Calvário, Nicolau Breyner u. a.
- 1969: Las 5 advertências de Satanas; Regie: José Luis Merino, mit Arturo Fernández, Américo Coimbra u. a.